# Ekliptički koordinatni sustav
Ekliptički koordinatni sustav je vrsta nebeskog koordinatnog sustava na nebeskoj sferi koji služi za određivanje položaja nebeskih tijela s obzirom na ekliptiku. Ekliptička dužina (longituda) je kut na ravnini ekliptike od proljetne točke u smjeru godišnjega gibanja Sunca, tj. prema istoku od 0° do 360°. Ekliptička širina (latituda) kut je u ravnini okomitoj na ekliptiku, od ravnine ekliptike do nebeskoga tijela, od 0° do 90° prema sjevernom ili od 0° do –90° prema južnom ekliptičkom polu.
Zemljinom putanjom oko Sunca određena je jedna važna ravnina u prostoru, a to je ravnina ekliptike. Krug ekliptike služi kao osnovni krug u ekliptičkom koordinatnom sustavu. Kružnice paralelne ravnini ekliptike jesu kružnice ekliptičkih dužina, a kružnice okomite na ravninu ekliptike jesu kružnice ekliptičkih širina. Kut pod kojim je ravnina ekliptike nagnuta prema ravnini ekvatora pomalo se mijenja, a iznosi 23° 27’ prema nebeskom ekvatoru. Kako se gibanja svih nebeskih tijela u Sunčevu sustavu uspoređuju uvijek iz Zemljina položaja, ekliptički koordinatni sustav primjenjuje se pri proučavanju gibanja tijela Sunčeva sustava, a tako i pri izučavanju utjecaja koji Zemljina putanja oko Sunca ima na nebeske pojave. Na primjer, relativan položaj planeta prema Zemlji karakteriziran je razlikom ekliptičke dužine. U konjukciji planet ima jednaku ekliptičku dužinu kao i Sunce, a u opoziciji ekliptičke dužine im se razlikuju za 180°. Slično, Mjesečeve mijene ovise o razlici ekliptičkih dužina Mjeseca i Sunca. 
Aberacija svjetlosti dovodi do pogreške pri mjerenju ekliptičke dužine Sunca. Prividni položaj Sunca kasni za pravim na njegovu godišnjem gibanju; prividna je ekliptička dužina manja od prave za konstantu aberacije 20.5’’. Aberaciju trpe sve zvijezde, i ona se tokom godine zapaža u promjeni njihova razmještaja. Godišnju pak paralaksu pokazuju samo neke, bliže zvijezde. One se zbog Zemljine putanje oko Sunca prividno gibaju u polju drugih zvijezda. No i u slučaju paralakse prividna staza zvijezde je elipsa, koja ovisi o ekliptičkoj širini. Zvijezda koja se nalazi u ravnini ekliptike giba se prividno u luku, zvijezda smještena u ekliptičkom polu po kružnici, a zvijezda na općenitoj ekliptičkoj širini po elipsi. Velika poluos elipse paralelna je ekliptici, a numerički jednaka trigonometrijskoj paralaksi p.

## Pretvorba u druge nebeske koordinatne sustave

### Ekvatorski koordinatni sustav
Pretvorba iz ekliptičkog u ekvatorski koordinatni sustav dana je jednadžbama:
{\displaystyle {\begin{aligned}\sin \alpha \cos \delta &=-\sin \beta \sin \varepsilon +\cos \beta \cos \varepsilon \sin \lambda ,\\\cos \alpha \cos \delta &=\cos \lambda \cos \beta ,\\\sin \delta &=\sin \beta \cos \varepsilon +\cos \beta \sin \varepsilon \sin \lambda {\text{.}}\end{aligned}}}

gdje je {\displaystyle \varepsilon } nagib ekliptike, kut između ekvatorske i ekliptičke ravnine, i iznosi približno {\displaystyle 23^{\circ }26'}.
Pretvorba iz ekvatorskog u ekliptički koordinatni sustav dana je slično:
{\displaystyle {\begin{aligned}\sin \lambda \cos \beta &=\sin \delta \sin \varepsilon +\cos \delta \cos \varepsilon \sin \alpha ,\\\cos \lambda \cos \beta &=\cos \delta \cos \alpha ,\\\sin \beta &=\sin \delta \cos \varepsilon -\cos \delta \sin \varepsilon \sin \alpha {\text{,}}\end{aligned}}}

## Poveznice
- Nebeski koordinatni sustavi
- Sferna astronomija